# 로봇 엔터테인먼트
로봇 엔터테이먼트(Robot Entertainment)는 2009년 앙상블 스튜디오를 폐쇄한 후에 설립한 미국 게임 회사이다. 앙상블이 구조조정으로 폐쇄한 후 에이지 오브 엠파이어 시리즈를 인수하는데 성공한다.

## 인수한 게임
- 에이지 오브 엠파이어 3
- 에이지 오브 엠파이어 3: 대전사
- 에이지 오브 엠파이어 3: 아시아 왕조